# 元翼
元翼（？—？），字仲和，河南郡洛阳县（今河南省洛阳市东）人，魏献文帝拓跋弘之孙，骠骑大将军、太保、领太尉、咸阳王元禧庶子，北魏宗室。

## 生平
元翼在父亲元禧死后被断绝宗室属籍，元翼和兄弟们穷困，时常缺少衣服和食物，叔叔彭城王元勰收养了他们，也只有元勰一年之中再三接济供给他们。遇到大赦，元翼向朝廷上书请求埋葬自己的父亲，元翼接连哭着请求了几年，魏宣武帝元恪没有准许。元翼于是和弟弟元昌、元晔在天监五年三月癸未（506年4月26日）投奔南梁。元翼和元昌是元禧的妾申屠氏所生，元晔则是王妃李氏所生。元翼身材魁梧强壮，风度可观，梁武帝萧衍十分器重他，封他为咸阳王。元翼将爵位让给嫡生的弟弟元晔，梁武帝不准许。元翼在南梁担任信武将军、青冀二州刺史，镇守郁州，后来计划献出郁州投降北魏，被梁武帝杀死。

## 家庭

### 兄弟姐妹
- 元通
- 元显和
- 元树，南梁镇西将军、郢州刺史、邺王
- 元昌，南梁直阁将军
- 元晔，南梁散骑常侍、
- 元坦，北齐特进、开府仪同三司、新丰县公
- 元昶，东魏车骑大将军、仪同三司、太原王
- 元仲英，乐安公主，嫁闾伯昇
- 上庸公主，嫁陆子彰